# Hucho perryi
Hucho perryi é uma espécie de peixe da família Salmonidae. Pode ser encontrada no Japão (Hokkaido) e Rússia (Sakhalin, Kurilas, Primorye e Khabarovsk).